# Walter Wiora
Walter Wiora (Kattowitz, 1906. december 30. - 1997) német zenetudós

## Életpályája
A berlini ZF,  majd 1926 és 1936 között a berlini és a freiburgi egyetemek zenetudományi hallgatója volt. 1937-ben írta meg disszertációját Freiburg im Breisgauban Die Variantenbildung im Volkslied címen. 1936 és 1958 között a freiburgi Deutsches Volksliedachivnál (Német Népdalarchivum) dolgozott. 1958 és 1964 között a kieli egyetem zenetudományi intézetének igazgatója és tanszékvezető professzora volt (Fr. Blume utódjaként). Megalapította a Herder-Intézetet, amelynek vezetője lett. 1964 és 1972 között a Saarbrückeni Egyetem  zenetudományi professzora volt. 
Szerkesztette a Musikalische Zeitfragen című tanulmánysorozatot. (13 kötet, Kassel, 1956 - 1958).

## Főbb művei
- A. Bruckner (Die grossen Deutschen IV), Berlin 1935, 1957
- Zur Fühgeschichte der Musik in den Alpenländern, Bázel, 1949
- Das echte Volkslied, Heidelberg 1950
- Europäische Volksmusik und abendländische Tonkunst. Kassel - Bázel 1957
- Musik als Zeitkunst, 1957
- Europäischer Volksgesang, Köln 1952
- Schrift und Tradition als Quellen der Musikgeschichte. Bamberg 1943

## Társadalmi szerepvállalása
- a német UNESCO-Bizottság alelnöke,
- a Deutscher Musikrat (Német Zenei Tanács) helyettes elnöke (1956 és 1965 között)